# Johann Adolf Krebs

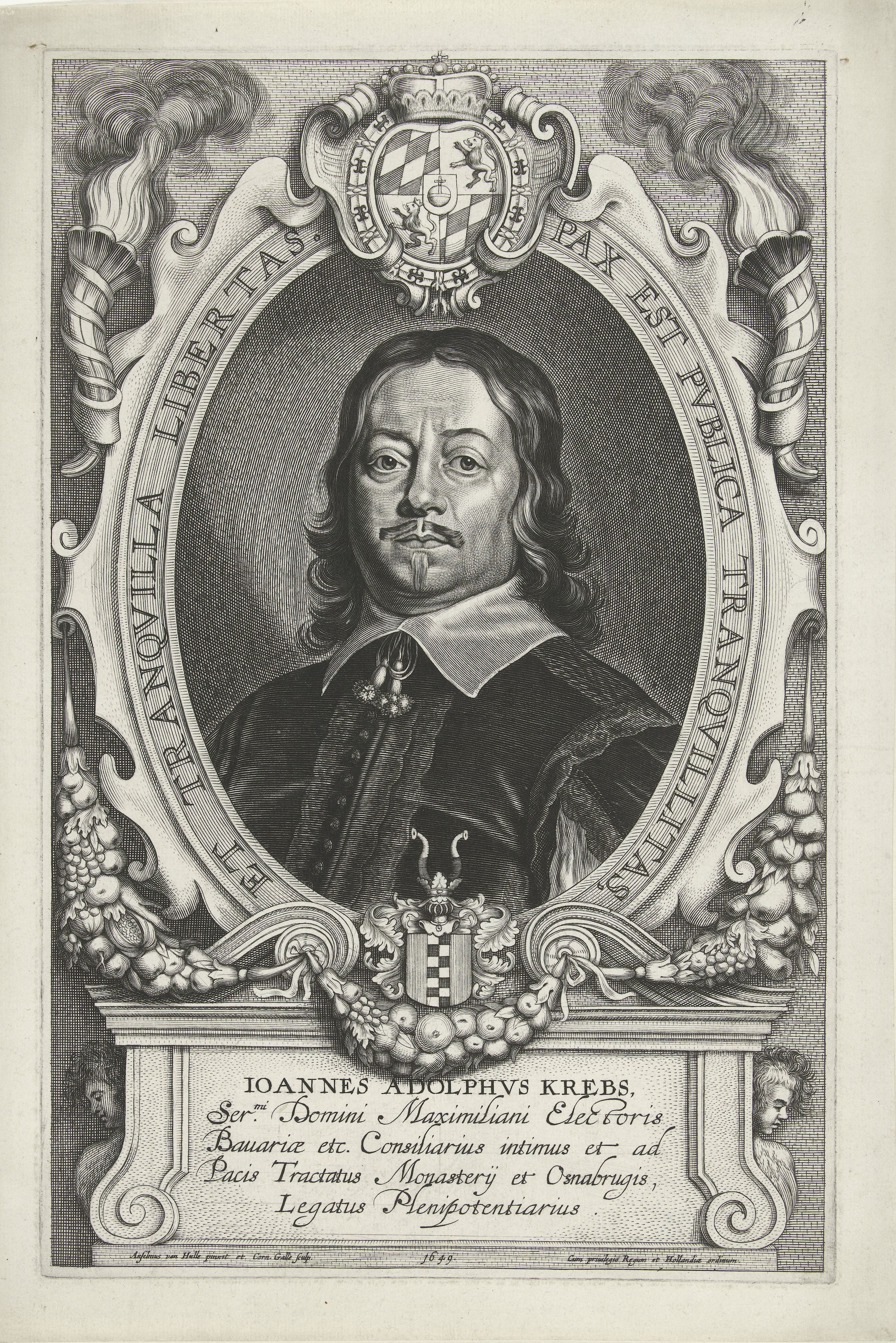
Johann Adolf Krebs, † 1661, kurbayrischer Gesandter bei den Westfälischen Friedensverhandlungen

Johann Adolf Krebs (* im 17. Jahrhundert; † 22. Dezember 1661) war ein deutscher Jurist und Gesandter des Kurfürstentums Bayern bei den Verhandlungen, die 1648 zum Westfälischen Frieden führten.

## Leben
Johann Adolf Krebs immatrikulierte sich 1624 an der Albert-Ludwigs-Universität Freiburg, schloss das Studium als Doktor beider Rechte ab und kam als Hofrat an den  markgräflichen Hof in Baden. Dort wurde er 1642 Vizekanzler und wechselte 1644 in kurbayerische Dienste, wurde Hofrat und nach dem Tod des Diplomaten Johann Christoph Abegg (1592–1644) bis 1646 der Verweser der Hofkanzlei. Von 1647 bis 1651 wurde  er als Geheimrat mit zahlreichen politischen Missionen betraut.
In den Jahren von 1645 bis 1648 war er zusammen mit Georg Christoph von Haslang und Johann Ernst kurbayrischer Gesandter bei den Westfälischen Friedensverhandlungen in Münster und Osnabrück, die zum Westfälischen Frieden führten.
Während die  Gesandten des Trierer Kurfürsten Philipp Christoph von Sötern den Interessen Frankreichs skeptisch gegenüber standen, waren die Abgeordneten des bayerischen Kurfürsten Maximilian I. den Franzosen gegenüber wohlgesonnen.
Krebs kam in badische Dienste zurück und erwarb 1652 für 8442 Gulden das Pfandrecht über die Herrschaft Großweier. Von Ludwig XIV. erhielt er für seine Verdienste die Ortschaften Weikersheim und Gebersheim.

## Ehrungen
- Erhebung in den Reichsadelsstand
- Geheimrat